# Dobrotești (okręg Teleorman)
Dobrotești – wieś w Rumunii, w okręgu Teleorman, w gminie Dobrotești. W 2011 roku liczyła 3333 mieszkańców.